# Honduras
Honduras, tên chính thức Cộng hoà Honduras (/hɒnˈdjʊərəs, -ˈdʊər-/ ⓘ, /-æs/; tiếng Tây Ban Nha: [onˈduɾas]), trước kia thường được gọi là Honduras Tây Ban Nha, là một quốc gia tại Trung Mỹ, giáp biên giới với Guatemala ở phía tây, El Salvador ở phía tây nam, Nicaragua ở phía đông nam, phía nam giáp với Thái Bình Dương và phía bắc là vịnh Honduras và biển Caribe, Belize (trước kia là Honduras Anh Quốc) nằm cách 75 kilômét (50 dặm), phía bên kia vịnh Honduras.

## Lịch sử
Thành phố Copán có từ thời tiền Colombo nằm ở cực tây Honduras, tại khu Copán gần biên giới với Guatemala. Đây là một thành phố chính của người Maya đã phát triển rực rỡ thời cổ đại (150-900 CN). Thành phố có nhiều bia và văn bản khắc đẹp. Vương quốc Xukpi cổ, đã phát triển thịnh vượng từ thế kỷ thứ V Công nguyên tới đầu thế kỷ thứ IX, tiền thân của vương quốc này có niên đại từ ít nhất thế kỷ thứ II Công Nguyên. Nền văn minh Maya đã thay đổi vào thế kỷ thứ IX, họ ngừng viết các văn bản tại Copan, nhưng có bằng chứng cho thấy người dân vẫn còn sinh sống trong và xung quanh thành phố cho tới ít nhất năm 1200. Khi người Tây Ban Nha tới Honduras, thành phố từng một thời thịnh vượng Copán đã bị rừng già xâm chiếm.
Trong chuyến đi thứ tư, cũng là chuyến đi cuối cùng đến Thế giới mới của mình, Christopher Columbus đã tới bờ biển Honduras năm 1502, và đổ bộ gần thị trấn Trujillo ngày nay, tại một nơi nào đó gần Phá Guaimoreto. Sau khi được người Tây Ban Nha khám phá, Honduras trở thành một phần của đế chế Tây Ban Nha rộng lớn tại Thế giới Mới bên trong Vương quốc Guatemala. Người Tây Ban Nha cai trị Honduras trong gần ba thế kỷ.
Honduras tuyên bố độc lập khỏi Tây Ban Nha ngày 15 tháng 9 năm 1821 cùng với các tỉnh còn lại của Trung Mỹ. Năm 1822 Quốc gia Trung Mỹ được sáp nhập vào Đế chế Mexico mới được thành lập của Iturbide. Đế chế Iturbide bị lật đổ năm 1823 và Trung Mỹ tách khỏi nó, thành lập nên Liên bang các Tỉnh Thống nhất, liên bang này giải tán năm 1838. Các bang quả Liên bang trở thành các quốc gia độc lập.
Sau vụ tấn công Trân Châu Cảng, Honduras gia nhập Đồng Minh ngày 8 tháng 12 năm 1941. Chưa tới một tháng sau, ngày đầu tiên năm 1942, Honduras, cùng với 25 chính phủ khác ký kết Tuyên bố của Liên minh Quốc gia
Cái gọi là Chiến tranh Bóng đá năm 1969 nổ ra với El Salvador. Sau khi Oswaldo López Arellano, tổng thống trước kia của Honduras, cho rằng nền kinh tế yếu kém của nước này có nguyên nhân từ số lượng người nhập cư quá đông đảo từ El Salvador, giữa hai nước luôn có sự căng thẳng. Từ thời điểm đó, quan hệ giữa El Salvador và Honduras không được cải thiện. Nó xấu đi khi El Salvador gặp Honduras ở một trận đấu vòng ba World Cup. Căng thẳng gia tăng, và vào ngày 14 tháng 7 năm 1969, quân đội Salvador tung ra cuộc tấn công vào Honduras. Tổ chức các Quốc gia châu Mỹ đã đàm phán một ngừng bắn bắt đầu có hiệu lực ngày 20 tháng 7, và quân đội Salvador rút quân vào đầu tháng 8. Cuộc chiến kéo dài chỉ khoảng 100 tiếng đồng hồ và dẫn tới cuộc chạy đua vũ trang giữa hai nước.
Trong thập kỷ 1980, Hoa Kỳ đã thiết lập sự hiện diện quân sự tại Honduras với mục tiêu ủng hộ lực lượng chống Sandinista Contras chiến đấu chống chính phủ Nicaragua và hỗ trợ các cuộc tấn công quân sự của El Salvador chống lực lượng du kích FMLN. Dù không bị ảnh hưởng bởi những cuộc nội chiến đẫm máu đang tàn phá đất nước láng giềng, quân đội Hondura vẫn tiến hành các chiến dịch bí mật chống lại những người cánh tả.
Bão Fifí đã gây ra thiệt hại to lớn khi tràn vào bờ biển phía bắc Honduras ngày 18 và 19 tháng 9 năm 1974. Nhiều năm sau, Bão Mitch đã tàn phá và làm suy yếu hệ thống kinh tế Honduras năm 1998.

## Chính trị
Một cuộc bầu cử tổng thống và tổng tuyển cử được tổ chức ngày 27 tháng 11 năm 2005. Manuel Zelaya thuộc Đảng Tự do Honduras (Partido Liberal de Honduras: PLH) chiến thắng, Porfirio Pepe Lobo của Đảng Quốc gia Honduras (Partido Nacional de Honduras: PNH) đứng thứ hai. PNH không công nhận các kết quả bầu cử và Lobo Sosa chỉ chịu nhường bước vào ngày 7 tháng 12. Tới cuối tháng 12, chính phủ cuối cùng đã công bố kết quả tổng kiểm phiếu, trao cho Zelaya thắng lợi chính thức. Zelaya trở thành tổng thống mới của Honduras ngày 27 tháng 1 năm 2006.
Honduras có năm đảng chính trị đăng ký chính thức: PNH, PLH, phe Dân chủ Xã hội (Partido Innovación Nacional y Social Demócrata: PINU-SD), Dân chủ Thiên chúa giáo (Partido Demócrata-Cristiano: DC), và Dân chủ Thống nhất (Partido Unificación Democrática: UD). PNH và PLH đã cầm quyền đất nước trong nhiều thập kỷ. Những năm vừa qua, Honduras đã có năm vị tổng thống thuộc phái Tự do: Roberto Suazo Córdova, José Azcona del Hoyo, Carlos Roberto Reina, Carlos Roberto Flores và Manuel Zelaya, và hai người theo phe Quốc gia: Rafael Leonardo Callejas Romero và Ricardo Maduro. Cuộc bầu cử đã gây ra nhiều tranh cãi, gồm cả vấn đề về việc Azcona sinh ra tại Honduras hay Tây Ban Nha, hay Maduro đúng ra phải khai báo nơi sinh tại Panama.
Năm 1963 một cuộc đảo chính quân sự chống lại tổng thống bầu cử dân chủ Villegas Morales diễn ra và một hội đồng quân sự được thành lập để lãnh đạo đất nước mà không tổ chức một cuộc bầu cử nào cho tới tận năm 1981 với nhiều người lãnh đạo khác nhau. Cùng trong năm này Suazo Córdova (LPH) được bầu làm tổng thống Honduras chuyển từ chế độ cầm quyền quân sự sang bầu cử dân chủ.
Năm 1986, Azcona del Hoyo được bầu thông qua "Phương án B," khi Azcona không có được đa số phiếu bầu. Tuy nhiên, năm ứng cử viên Tự do và bốn ứng cử viên Quốc gia đều cùng tham gia vào cuộc bầu tổng thống, và "Phương án B" đòi hỏi mọi phiếu bầu từ mọi ứng cử viên thuộc cùng một đảng đều phải được tính dồn chung. Azcona sau đó lên làm tổng thống. Năm 1990, Callejas thắng cử với khẩu hiệu "Llegó el momento del Cambio," (Thời gian cho sự Thay đổi đã đến), vốn bị chỉ trích nặng nề vì mang hơi hướng chiến dịch chính trị "ARENAs" của El Salvador. Callejas Romero nổi tiếng vì làm giàu bất hợp pháp. Callejas từng là đối tượng của nhiều vụ scandal và lời buộc tội trong hai thập kỷ sau. Năm 1998, dưới thời cầm quyền của Flores Facusse, Bão Mitch ập vào trong nước và mọi chỉ số phát triển kinh tế đã bị thụt lùi chỉ sau 5 ngày.
Năm 2004 các cuộc bầu cử được tổ chức riêng biệt cho chức vụ thị trưởng, nghị viện và tổng thống. Con số ứng cử viên cho cuộc bầu cử tổng thống năm 2005 tăng cao hơn trước.
Các đảng Quốc gia và Tự do đều là các đảng chính trị riêng biệt với đội ngũ ủng hộ và đảng viên riêng biệt, nhưng một số người đã chỉ ra rằng lợi ích và các chính sách của họ trong suốt 23 năm ngắt quãng của nền dân chủ rất giống nhau. Chúng thường được cho là chỉ phục vụ cho lợi ích riêng của đảng viên, đảng viên có được việc làm khi đảng của mình chiến thắng, và mất việc khi đảng thất cử. Cả hai phe đều được cho là theo đuôi tầng lớp lãnh đạo xã hội, những người sở hữu hầu như mọi tài sản quốc gia, và không phe nào thực thi các lý tưởng xã hội, thậm chí theo nhiều cách Honduras được điều hành như kiểu một quốc gia xã hội chủ nghĩa kiểu cũ, với việc kiểm soát giá cả và quốc hữu hóa ngành điện cũng như các dịch vụ viễn thông.
Tuy nhiên, bộ máy của tổng thống Maduro đã "bỏ quốc hữu hoá" lĩnh vực viễn thông trong một động thái nhằm đầy nhanh sự phát triển của nó trong cộng đồng dân cư. Tới tháng 11 năm 2005, có khoảng 10 công ty viễn thông tư nhân hoạt động trên thị trường Honduras, trong đó có hai công ty điện thoại di động.

## Khu vực hành chính
Tính theo diện tích tỉnh lớn nhất là Olancho và theo dân số là tỉnh Francisco Morazán, nơi có thành phố thủ đô của Tegucigalpa, và tỉnh nhỏ nhất tính theo cả diện tích lẫn dân số là Islas de la Bahía.
| 1. Atlántida 2. Choluteca 3. Colón 4. Comayagua 5. Copán 6. Cortés 7. El Paraíso 8. Francisco Morazán 9. Gracias a Dios | 1. Intibucá 2. Islas de la Bahía 3. La Paz 4. Lempira 5. Ocotepeque 6. Olancho 7. Santa Bárbara 8. Valle 9. Yoro |  |

## Địa lý

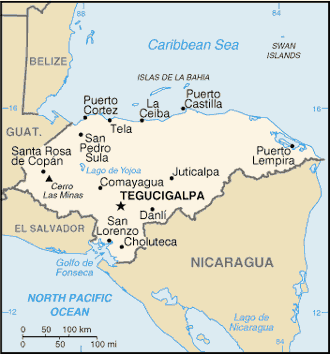
Bản đồ Honduras

Honduras giáp với Biển Caribe ở phía bắc và Thái Bình Dương ở phía nam qua Vịnh Fonseca. Khí hậu thay đổi từ nhiệt đới ở những vùng đất thấp tới ôn hoà tại các vùng núi. Các vùng trung tâm và phía nam nóng và có độ ẩm thấp hơn so với bờ biển phía bắc.
Lãnh thổ Honduras chủ yếu gồm đồi núi (~81%), nhưng cũng có những đồng bằng hẹp chạy dọc ven biển, một vùng rừng rậm đất thấp còn hoang sơ ở phía đông bắc La Mosquitia và vùng đất thấp rất đông người ở tại thung lũng San Pedro Sula ở phía tây bắc. Tại La Mosquitia có địa điểm di sản thế giới của UNESCO là Río Plátano Biosphere Reserve, với con Sông Coco là biên giới tự nhiên với Nicaragua. Xem Các con sông Honduras.
Các nguồn tài nguyên thiên nhiên gồm gỗ, vàng, bạc, đồng, chì, kẽm, sắt quặng, antimony, than, cá, tôm, và thủy điện.

## Kinh tế
Honduras là một trong những nước nghèo nhất châu Mỹ, với mức GDP trên đầu người năm 2016 là 2,530 dollar Mỹ. Kinh tế vẫn tiếp tục tăng trưởng chậm chạp nhưng sự phân phối tài sản đang ở mức phân cực lớn và mức lương bình quân rất thấp. Tăng trưởng kinh tế khoảng 5% mỗi năm, nhưng nhiều người vẫn đang sống dưới mức nghèo khổ. Theo ước tính có hơn 1.2 triệu người thất nghiệp. Tỷ lệ thất nghiệp 28%
Ngân hàng Thế giới và Quỹ Tiền tệ Quốc tế xếp hạng Honduras là một trong Những nước nghèo nợ nhiều nhất đủ tư cách để được hưởng quy chế giảm nợ, và việc giảm nợ đã được thông qua năm 2005.
Cả lĩnh vực điện (ENEE) và viễn thông (HONDUTEL) đều do các công ty độc quyền nhà nước đảm nhiệm, ENEE được chính phủ trợ cấp nhiều vì những vấn đề tài chính kinh niên của nó. Tuy nhiên, HONDUTEL không còn được độc quyền nữa, lĩnh vực viễn thông đã được mở cửa sau ngày 25 tháng 12 năm 2005; đây là một trong những yêu cầu trước khi áp dụng CAFTA. Giá cả xăng dầu được kiểm soát, một số mặt hàng cơ bản khác cũng được Nghị viện áp đặt chế độ kiểm soát giá trong những khoảng thời gian ngắn.
Sau nhiều năm giảm giá so với đồng dollar Mỹ, đồng Lempira đã ổn định ở mức 19 Lempiras trên 1 dollar.
Năm 2005 Honduras đã ký CAFTA (Thỏa thuận Thương mại Tự do với Hoa Kỳ). Tháng 12 năm 2005, cảng chính của Honduras là Puerto Cortes tham gia vào trong Sáng kiến An ninh Container của Hoa Kỳ.
Tính đến năm 2016, GDP của Honduras đạt 20.930 USD, đứng thứ 108 thế giới và đứng thứ 18 khu vực Mỹ Latin.

## Nhân khẩu
Tôn giáo tại Honduras (2013)

Dân cư Honduras chủ yếu là hậu duệ người Mestizo và theo tín ngưỡng Cơ đốc giáo La Mã. Dọc bờ biển phía bắc cho tới tận gần đây vẫn là những cộng đồng nói tiếng Anh với một nền văn hóa tách biệt, bởi một số hòn đảo và khu vực dọc bờ biển Caribbea từng bị các nhóm cướp biển Anh chiếm đóng trong một số giai đoạn. Các nhóm Garífuna (người lai giữa người da đỏ châu Mỹ và người Châu Phi) sống trên các hòn đảo và dọc theo bờ biển phía bắc, nơi cũng có nhiều người Phi-da đỏ châu Mỹ sinh sống. Garífunas là một phần của bản sắc Honduras qua những phong cách biểu diễn sân khấu như Louvavagu. Người châu Á tại Honduras chủ yếu là người Trung Quốc và con cháu người Nhật Bản. Hàng trăm gia đình có nguồn gốc từ vùng Trung Đông, đặc biệt là Liban hay Palestine. Những người Ả rập-Honduras đó thỉnh thoảng được gọi là "turcos", vì họ đã tới Honduras bằng các giấy tờ của người Thổ Nhĩ Kỳ, bởi quê hương của họ từng nằm dưới sự kiểm soát của Đế quốc Ottoman Thổ Nhĩ Kỳ. Những người "turcos", cùng với cộng đồng thiểu số Do Thái, vận dụng ảnh hưởng to lớn của mình trên kinh tế và chính trị Honduras thông qua những lợi ích công nghiệp và tài chính của họ. Nhiều người Hondurans có quan hệ với Tây Ban Nha, Hoa Kỳ (đặc biệt là New Orleans) và Quần đảo Cayman.
Người Chortí (hậu duệ người Maya), Pech hay Paya, Tolupan hay Xicaque, Lenca, Sumo hay Tawahka, và Miskito vẫn tồn tại, và hầu như vẫn giữ ngôn ngữ của mình, trừ người Lenca. Đa số những người dân này đều sống rất nghèo khổ.

## Văn hoá
Vị thánh bảo trợ cho Honduras là Virgin of Suyapa.
Một người Honduras có thể được gọi là Catracho hay Catracha (nữ) trong tiếng Tây Ban Nha. Từ này xuất phát từ họ của một vị tướng Honduras gốc pháp Florencio Xatruch, người đã chỉ huy các lực lượng vũ trang bảo vệ lãnh thổ trước các cuộc xâm lược của tên cướp đất Bắc Mỹ William Walker năm 1857. Tên hiệu được cho là mang tính ca ngợi chứ không có ý xúc phạm.
Một trong những nhà văn nổi tiếng nhất tại Honduras là Ramón Amaya Amador. Những nhà văn khác gồm Roberto Sosa, Eduardo Bähr, Amanda Castro, Javier Abril Espinoza, và Roberto Quesada.
Óscar Andrés Rodríguez Maradiaga là một Hồng y từng là một ứng cử viên tiềm năng - "Papabile cho chức vụ Giáo hoàng của Giáo hội Công giáo Rôma trong Mật nghị Hồng y 2005.
Không nổi tiếng như vị Hồng y, nhưng cũng đáng nhắc tới, là Salvador Moncada, một nhà khoa khọc nổi tiếng thế giới với tác quyền của hơn 12 phát minh thường được nhắc tới, trong đó có cả công trình về nitric oxit. Nghiên cứu về những loại thuốc liên quan đến tim của ông gồm cả việc phát triển Viagra. Moncada làm việc tại Đại học London và trợ cấp cho một tổ chức phi chính phủ ở Tegucigalpa. Ông lấy Công chúa Maria-Esmeralda Bỉ.
Honduras This Week là một tờ báo tiếng Anh đã được xuất bản từ 17 năm qua Tegucigalpa. Trên các quần đảo Roatan, Utila và Guanaja Bay Islands Voice là nguồn tin tức thường xuyên hàng tháng từ năm 2003.
Hai nhà báo nổi tiếng Honduras: Neida Sandoval và Satcha Pretto làm việc cho Univision tại Miami, Florida, Hoa Kỳ.

## Tôn giáo
Mặc dù hầu hết người Honduras trên danh nghĩa là tín hữu Công giáo La Mã (trong đó được coi là tôn giáo chính của đất nước), theo một báo cáo, tín hữu trong Giáo hội Công giáo La Mã đang giảm trong khi thành viên trong nhà thờ Tin Lành ngày càng tăng. Báo cáo Tự do Tôn giáo Quốc tế, năm 2008, lưu ý rằng một cuộc thăm dò do tổ chức Gallup CID báo cáo rằng có 47% dân số tự nhận mình là Công giáo, 36% là Tin Lành, và 17% không đưa ra câu trả lời hoặc tự coi mình là "tôn giáo khác".
Tuy nhiên, ở Honduras đang phát triển mạnh Anh giáo, Trưởng Lão, Phong trào Giám Lý, Giáo hội Cơ Đốc Phục Lâm, Giáo hội Luther, Mặc Môn và Phong trào Ngũ Tuần. Các giáo phái Tin Lành đều có các chủng viện của mình, nhưng vẫn chỉ có "nhà thờ" được công nhận, cũng được phát triển mạnh về số lượng các trường học, bệnh viện, và các tổ chức mục vụ (bao gồm cả trường học, cơ sở y tế riêng của mình) có thể hoạt động. Hồng y Oscar Andres Rodriguez Maradiaga của Giáo hội Công giáo Honduras hiện nay, có ảnh hưởng rất lớn đến cả với chính phủ, các giáo phái Tin Lành khác, và trong giáo hội của mình. Phật giáo, Do Thái giáo, Hồi giáo, Bahá'í, Rastafari và giáo phái bản địa có tồn tại ở nước này.

## Lễ hội
Người dân Honduras thường tổ chức lễ hội nhân các sự kiện lớn. Các sự kiện thu hút đông đảo quần chúng nhất gồm: Ngày lễ Độc lập của Honduras ngày 15 tháng 9, Giáng sinh ngày 24 tháng 12 và Năm mới ngày 31 tháng 12. Lễ mừng Ngày độc lập của Honduras bắt đầu từ sáng sớm với màn diễu hành của các đội kéo dài khoảng một giờ. Mỗi đội có một màu khác nhau hòa cùng với những người nhảy múa trên đường phố. Fiesta Catracha cũng được tổ chức trong ngày hôm ấy, khi sự kiện này diễn ra các loại thực phẩm đặc trưng như đậu, ngô nghiền, baleadas, ngọc giá với chicharron, và bánh ngô. Vào lễ Giáng sinh mọi người quây quần cùng người thân và bạn bè, ăn tối và trao nhau quà tặng. Năm mới mọi người cũng có một bữa ăn tối với gia đình. Bên cạnh những ngày nghỉ lễ, những ngày sinh cũng là dịp để ăn mừng. Những sự kiện lớn đó gồm cả "piñata" nổi tiếng với nhiều bánh kẹo và những điều ngạc nhiên cho trẻ em được mời tới.

## Môi trường
Honduras là một phần của Mesoamerica, dải đất kéo dài từ Mexico đến Costa Rica. Vùng này được coi là một khu vực đa dạng sinh thái vì sở hữu nhiều loài động thực vật. Giống như các nước khác trong vùng, Honduras có những nguồn tài nguyên sinh vật phong phú. Đất nước rộng 112.092 km² (43.278 dặm vuông) này có hơn 6.000 loài cây có mạch, trong số đó 630 Phong lan; khoảng 250 giống bò sát và lưỡng cư cũng như hơn 700 loài chim, và 110 loài thú có vú, một nửa trong số chúng là dơi.
Phía đông bắc vùng La Mosquitia là Khu dữ trữ sinh quyển Río Plátano, một khu rừng nhiệt đới đất thấp là nơi sinh sống của rất nhiều loài sinh vật. Thỉnh thoảng được gọi là "Lá phổi cuối cùng của Trung Mỹ", khu dự trữ này đã được liệt vào danh sách Di sản thế giới của UNESCO năm 1982.
Bên cạnh những cánh rừng mưa tươi tốt, những khu rừng mây (có thể lên tới độ cao gần ba nghìn mét trên mực nước biển), đước, savannas và các dãy núi với những cây thông và cây sồi, Honduras cũng là nơi có một hệ sinh thái vô giá khác: Mesoamerican Barrier Reef System. Tại Bay Islands không hiếm gặp loài cá heo mũi to, cá đuối, cá vẹt, những tập đoàn tảo bẹ xanh và thậm chí cả những chú cá mập trắng khổng lồ. Những bãi cát trắng, những cây dừa cao vút và không khí vui vẻ miền caribbean là nơi nghỉ ngơi lý tưởng cho những thành phố Trung Mỹ đông đúc.

## Dân gian
Honduras là đất nước giàu di sản dân gian, Lluvia de Peces (Mưa cá) của họ là độc nhất trên thế giới. Huyền thoại về el cadejo cũng rất nổi tiếng.

## Bóng đá
Bóng đá là môn thể thao phổ biến nhất tại Honduras. Một số thông tin về các đội tuyển, giải thi đấu và cầu thủ có trong những bài viết dưới đây.

### Liên đoàn bóng đá
- Federación Nacional Autónoma de Fútbol de Honduras

### Các đội tuyển
- Đội tuyển bóng đá quốc gia Honduras
- Olimpia
- Motagua
- Marathón
- Real España
- Hispano
- Platense
- Universidad NAH
- Victoria
- Vida
- Atletico Olanchano

### Các giải đấu
- Liga Nacional de Honduras
- Liga de Ascenso Honduras
- Liga Mayor de Futbol de Honduras
- Supercopa Honduras
- Torneo de Copa Honduras

### Các cầu thủ
- Amado Guevara
- Iván Guerrero
- David Suazo
- Milton Reyes
- Edgar Álvarez
- Víctor Coello
- Ramón Núñez
- Carlos Pavón
- Alex Pineda Chacón
- Francisco Ramirez
- Danilo Turcios
- Julio César de León
- Joseph Hartman

### Sân vận động
- Estadio Tiburcio Carias Andino
- Estadio Francisco Morazan
- Estadio Olímpico Metropolitano
- Estadio Exelsior
- Estadio Fausto Flores Lagos
- Estadio Hispano
- Estadio Nilmo Edwards

## Các chủ đề khác
- Viễn thông tại Honduras
- Bầu cử tại Honduras
- Quan hệ nước ngoài của Honduras
- Cờ Honduras
- Garífunas
- Âm nhạc Garifuna
- Honduran lempira
- Chủ nghĩa tự do tại Honduras
- Danh sách các chủ đề liên quan tới Honduras
- Danh sách các trường đại học tại Honduras
- Danh sách các trường học tại Honduras
- Danh sách các đảng chính trị Honduras
- Mara Salvatrucha
- Quân đội Honduras
- Âm nhạc Honduras
- Dự án Honduras
- Vận tải Honduras
- Vận tải đường sắt Honduras
- Asociación de Scouts de Honduras

## Chuyện bên lề
- Honduras rất kiêu hãnh về chiếc đồng hồ đầu tiên hoạt động tại châu Mỹ; được người Moors chế tạo từ thế kỷ XII và chuyển cho Thánh đường Comayagua năm 1636.
- Ẩm thực Honduras sử dụng nhiều dừa, cho cả bữa chính và đồ ngọt, thậm chí cả trong súp.
- Nước này từng trải qua một cuộc nổi dậy cộng sản, tương tự như El Salvador, đã tự chuyển đổi thành một đảng chính trị. Ngày nay đảng cộng sản không hoạt động nữa.
- Honduras được coi là đất nước nhiều bạo lực nhất vùng Trung Mỹ, với 154 vụ giết người trên 100.000 dân, so với nước có tỷ lệ tội phạm cao khác là Hoa Kỳ cũng chỉ có 4.8 vụ giết người trên 100.000 dân. (http://www.usaid.gov/locations/latin_america_caribbean/democracy/gangs_assessment.pdf Lưu trữ ngày 7 tháng 12 năm 2006 tại Wayback Machine)
- Cả nước Honduras chỉ có một chiếc hồ, Lago de Yojoa.